# 色尔维苏阿木巴
色尔维苏阿木巴是一个位于中国新疆维吾尔自治区喀什地区的湖泊，面积约为5.34平方千米，属于蒙新高原区。它的一级流域为内流区诸河，二级流域为塔里木内流区。